# ناحیه عین صالح
ناحیه عین صالح (به عربی: دائرة عین صالح) یک ناحیه در الجزایر است که در استان تمنراست واقع شده‌است. ناحیه عین صالح ۱۰۵٬۲۵۱ کیلومتر مربع مساحت و ۳۹٬۱۶۷ نفر جمعیت دارد.